# يهود بلاد السودان

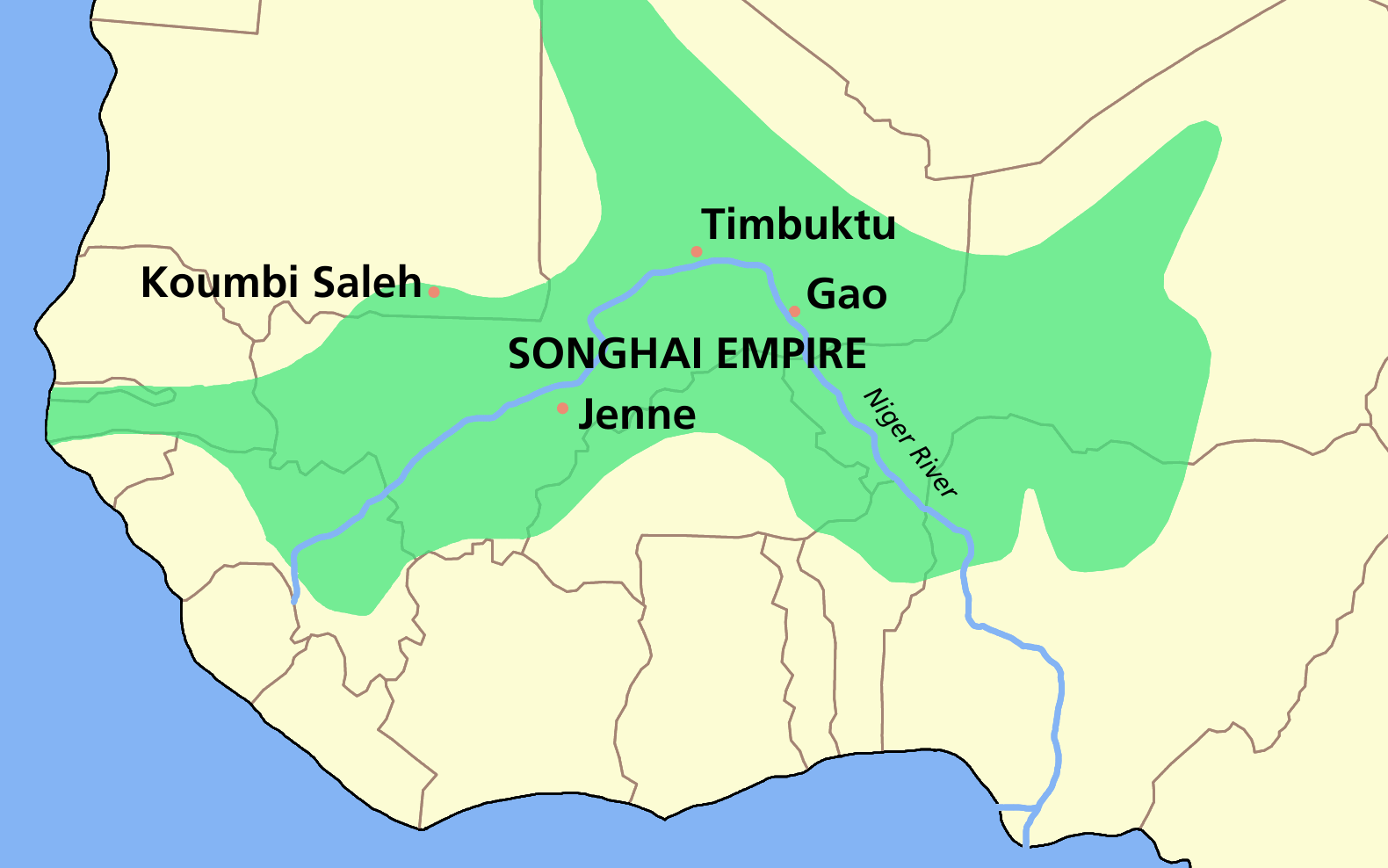
إمبراطورية صنغهاي، حوالي عام 1500

يهود الساحل، الذين عُرفوا قديمًا بيهود بلاد السودان (بالعربية اليهودية : אֲהַל יְהוּד בִּלַד אַל-סוּדָּן، معرّبًا: أهل يهود بلاد السودان)، كانوا من بين الجماعات التي استوطنت غرب أفريقيا في عهود كانت تعجُّ بالحركة والتبادل التجاري، حيث شقّت هذه الجماعات طريقها عبر الصحارى والبراري، باحثة عن أسواق جديدة للتجارة، حاملين معهم إرثهم الثقافي، وشرائعهم الموسوية، ولغتهم العبرية التي كانت تُتلى بها أسفارهم المقدسة وتراتيلهم في الصلوات اليومية.
هؤلاء اليهود، الذين ارتبطوا بجماعات يهودية في الشرق الأوسط وشمال أفريقيا، هاجروا في موجات متعاقبة إلى تلك البلاد، إذ كانت إمبراطوريات غانا ومالي والموسي والصنغاي، التي دُعيت ببلاد السودان، تُمثّل مراكزَ تجارية نابضة بالحياة، تجذب التجار من مختلف الأجناس والأديان. وقد كانت تلك الجماعات اليهودية تُقيم في مدن استراتيجية على طول طرق القوافل، حيث كان الذهب والملح، إلى جانب التوابل والعاج، تشكّل عصب التجارة العابرة للصحراء الكبرى.
وفي أنثروبولوجيا تلك الجماعات، نجد تفاعلاً فريدًا مع الثقافات المحيطة، حيث حافظ يهود بلاد السودان على تقاليدهم المميزة، بما فيها حفظ النسب عبر أسماء عبريّة خالصة، وتوارث المهارات الحرفية التي عُرفت بها بعض العشائر اليهودية. ووردت في المصادر التاريخية إشارات إلى أنهم كانوا يتكلمون لهجات محلية إلى جانب العبرية والآرامية.
وقد وثّقت الكتابات العربية القديمة، من أمثال الإدريسي والمسعودي، إشارات إلى وجودهم في المراكز الحضارية الكبرى، مشيرين إلى ممارساتهم التجارية ودورهم في مد الجسور الثقافية بين العالم الإسلامي وأقاليم أفريقيا جنوب الصحراء. كما أوردت بعض الروايات أنهم كانوا يتبعون طقوسًا صارمة في العبادة، تُميّزهم عن القبائل المجاورة، وكانوا يكتبون سجلاتهم بخط عبريّ فصيح.
وفي أعقاب الأزمان المتلاحقة، شقت جماعات يهودية مضطهدة طريقها عبر البراري والبحار، حيث هاجر اليهود الذين طُردوا من إسبانيا والبرتغال، كما هاجر اليهود المغاربة، نحو مجتمعات جديدة قامت على السواحل الغربية لأفريقيا، عند مصبات الأنهار الكبيرة التي تطل على سواحل السنغال، وكذلك على جزر الرأس الأخضر، التي غدت آنذاك ملاذًا للتجار والمهاجرين الباحثين عن الاستقرار والأمان.
وقد أسس هؤلاء المهاجرون مجتمعات حية، تميزت بطابعها اليهودي الفريد، حيث جلبوا معهم حِرَفهم اليدوية المتقنة، ومعارفهم التجارية الواسعة، إضافة إلى تراتيلهم العبرية التي كانت تتردد في مجامعهم، وحروفهم العريقة التي خطّوا بها سجلات حياتهم اليومية وشؤونهم الروحية. كانوا يعبرون البحار بسفنهم المحمّلة بالبضائع، ويتنقلون بين مرافئ التجارة، مما جعل تلك المجتمعات تمثل نقاطًا محورية في شبكات التبادل التجاري الممتدة عبر المحيط الأطلسي.
لكن، ومع مرور الزمن وتقلب الأحوال، أصاب هذه الجماعات ما أصاب غيرها من الشتات اليهودي، إذ تبدلت الظروف الاجتماعية، واشتدت عليهم وطأة الاضطهاد بفعل القوى الاستعمارية والتحولات السياسية المحلية التي عصفت بتلك المناطق. ومع الهجرة القسرية المتزايدة والاندماج التدريجي في المجتمعات المحيطة، تلاشت تلك المجتمعات شيئًا فشيئًا، حتى غدت ذكرى تطفو على سطح صفحات التاريخ.

## التاريخ المبكر
إنَّ من يمعن النظر في مَجاري التاريخ، ويلقي السمع لبواطن الأمور، يدرك أن اليهودية لم تكن يومًا دينًا مقصورًا على حدود بلادها الأولى، بل امتدّت جذورها إلى أصقاع الأرض. ومن بين تلك الأصقاع، تبرز إفريقيا كموطن مبكر شهد استقرار اليهود في مواقع متعددة، ابتداءً بمصر وتونس وليبيا والمغرب، حيث حملوا شريعتهم وتقاليدهم إلى ربوع نهر النيل وصحاري المغرب العربي.
لقد وردت إشارات تاريخية تُعضِّد هذا الانتشار، أبرزها وجود اليهود على جزيرة إلفنتين في مصر، حيث أسّسوا مجتمعًا في ظلّ النيل الذي كان يعانقهم بفيضانه السنوي. وحين ضربت رياح الشتات إثر تدمير الهيكل الثاني في القدس عام 70 ميلادية، قاد الإمبراطور الروماني تيطس ثلاثين ألف يهودي، أسرى كانوا أو تجارًا، إلى قرطاج.
وفي خضم هذا السرد، نجد في النصوص اليهودية القديمة إشاراتٍ تربط إفريقيا بأسماء ذات طابع أسطوري مثل ترشيش وأوفير. فالنصوص المترجمة في السبعينية، وكتابات جيروم الذي أجاد الاستماع لمعلميه من اليهود، تشير إلى ترشيش بوصفها قرطاج، تلك المدينة التي أخرجت علماء يهودًا رُفِدت أسماؤهم بين سطور التلمود. وتُظهر هذه الإشارات علاقةً متينة بين الدين والجغرافيا، إذ لم تكن إفريقيا مجرّد فضاء عابر، بل موئلًا لحركة إنسانية وروحية.
وفي قلب هذه الأرض الغنية بالأسرار، كان للنهر السامباطيون، الذي حيكت حوله الأساطير، موضع خاص. قيل إنه يفصل بين اليهود وبقية العالم، وأنه ربما يجري في إفريقيا، حيث تسكن القبائل العشر المفقودة. هذه الأساطير لم تقتصر على اليهود، بل انسابت إلى المخيال العربي، الذي حكى عن بني موسى، واصفًا أرضهم بأنها تقع في إفريقيا.
وعلى مرّ العصور، تمدّد اليهود في إفريقيا شمالًا وغربًا. ففي المغرب، تطورت علاقاتهم مع الأمازيغ الذين كانوا يعيشون على سفوح جبال الأطلس. تجار اليهود نقلوا بضائعهم وثقافاتهم إلى أعماق الصحراء، بينما تأثروا بروحانية الأمازيغ، الذين أضافوا إلى اليهودية طابعًا محليًا مليئًا بالإيمان بالقوى الغيبية. وعندما ضربت موجة الفتوحات الإسلامية شمال إفريقيا، وقفت الملكة كاهنة، وهي قائدة أمازيغية أسطورية، تجمع قبائل اليهود والأمازيغ في مواجهة زحف المسلمين. لكن مصيرها كان الهزيمة، إذ لا يفل الحديد إلا الحديد.
وفي القرون اللاحقة، دفعت الاضطرابات في بغداد بالمزيد من اليهود إلى الهجرة، فاستوطنوا في المغرب العربي، حيث تشكلت طبقة اجتماعية عُرفت بالمغاربيين. هؤلاء التجار لم يكونوا مجرّد أفراد متناثرين، بل كانوا أشبه بشبكة دولية من الروابط العائلية والمهنية، تنتقل عبر حوض البحر المتوسط من تونس إلى الإسكندرية، ومن الإسكندرية إلى مالطا وصقلية.
أما غرب إفريقيا، فقد شهدت استيطانًا يهوديًا يعود إلى زمن بعيد. في نصوص تاريخ السودان، نجد ذكرًا لشخصية زا اليمني الذي يُقال إنه جاء من اليمن إلى كوكية قرب نهر النيجر. تزعم بعض الروايات أنه كان من اليهود اليمنيين الذين أُرسلوا من مملكة حِمْيَر إلى إفريقيا بعد هزيمة ذي نواس. وعلى الرغم من أن النصوص تحمل تأويلات متعددة، إلا أنها تؤكد حضور اليهود في تلك المناطق قبل دخول الإسلام.
وفي مالي، مدينة تمبكتو على وجه التحديد، ظهر تجار الرذنية في القرن الثامن الميلادي. هؤلاء التجار اليهود كانوا متعددي اللغات، يجيدون فن التجارة والسياسة، وأسسوا في تمبكتو مركزًا تجاريًا.

صفحة من كتاب تاريخ السودان تسرد قدوم زا/زوى اليمني من اليمن واستقراره في كوكية

### التجارة وتأسيس المجتمعات

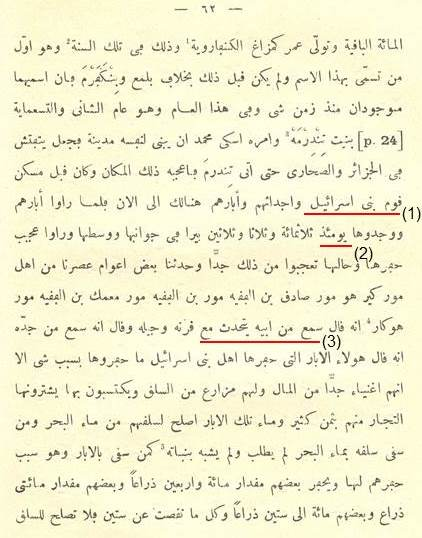
صفحات من تاريخ الفتاش، المخطوطة ج، تصف يهود/بني إسرائيل في تِرْدِرما.

تاريخ الفتاش يشهد بما كان من شأن بني إسرائيل في أرض تندرمة، إذ ثبت ذكرهم في عام ألف وأربعمائة واثنين ميلادية، وكانت لهم آبار معدودة بلغت ثلاثمائة وثلاثة وثلاثين بئراً، يتدفق منها الماء عذباً زلالاً. وكان على رأسهم سبعة رجال من ذوي الشأن والسلطان، أسماؤهم جلية مذكورة:
1. جَبروت بن هاشم
2. ثَوْليَمَان بن عبد الحكيم
3. زِئُور بن سلام
4. عبد اللطيف بن سليمان
5. مالك بن أيوب
6. فاضل بن مزار
7. شالب بن يوسف

وكان لهم جيش عدد رجاله ألف وخمسمائة رجل.
وتفرقت الروايات عن هجرات أخرى، جاءت بهم من المغرب ومصر والبرتغال، هاربين من بأس الظالمين. وشهدت تمبكتو وجوداً يهودياً ناطقاً بالعربية، ذكره المستكشف الإسكتلندي مونغو بارك، إذ قال: "إن دعاءهم يشابه دعاء المور".
ومنهم من جاء إلى غرب إفريقيا هرباً من غزوات المسلمين في الشمال، يحملون تجارتهم ويبتغون رزقاً حلالاً. ومن بينهم جماعة "إدّا أو إسحاق"، الذين كانوا يتنقلون بين الشمال والغرب، وجعلوا من تجارتهم سبيلاً للعمران.
العصر الإسلامي
فلما جاء أمر الله، ودخلت إفريقيا تحت سلطان الإسلام، تبدّلت الأحوال. في القرن الرابع عشر، بعد أن اشتد عليهم الكرب في إسبانيا، هاجر المسلمون من الاندلسيين الذين دعاهم القشتاليون موراََ واليهود جنوباً إلى تمبكتو، يوم كانت تحت حكم إمبراطورية الصنغاي. وفي ذلك الزمان، اشتهرت عائلة كاحث، التي تنسب إلى إسماعيل جان قوط اليهودي من شيضا بالمغرب، وأسس أبناؤها ثلاث قرى حول تمبكتو: كرشامبا، هيبومو، وكونغوغارا.
ثم جاء أمر أسكيا محمد الأول في عام 1492، فحكم عليهم أن يدخلوا في دين الله أو يخرجوا من الديار، وكان ذلك بمشورة محمد المغيلي. فأصبحت اليهودية محرمة في مالي، كما حُرّمت في قشتالة الكاثوليكية في العام نفسه.
فكان من بني إسرائيل من انسلخ عن دينه، ومنهم من اندمج في قبائل الفولاني والوُلوف والسوننكي، ومنهم من اعتصم بالإسلام طوعاً أو كرهاً، إذ كانت تلك القبائل ذات غالبية مسلمة.
وقد كتب ليو الإفريقي، في مقام الحديث عن ما أصابهم:
"كان في غارورة (توات الجزائرية) يهود ذوو ثراء عظيم، فجاء محمد المغيلي، فأغرى الناس بنهبهم، وقتل أكثرهم، وكان ذلك في عام طُرد فيه اليهود من إسبانيا وصقلية."
وختم بقوله:
"كان الملك أسكيا عدواً لليهود، لا يسمح لهم بالبقاء، ولا يقبل أن يتعامل معهم أحد من تجار البربر، وإن فعل أحدهم، صادر ماله."

## يهود الصحراء
لقد كان في أخبار الذين سكنوا الصحارى المغربية والجزائرية شأنٌ يُذكَر، إذ اختلط اليهود بالأمازيغ اختلاطاً كبيراً، حتى قيل إن بعض قبائل الأمازيغ كانوا يوماً على دين اليهودية، وأُضيف إلى ذلك قول من قال إنهم من نسل الفلسطينيين الذين أخرجوا من ديارهم في كنعان. وقد رُويت روايات عن أن موسى عليه السلام قد دُفن في تلمسان، وهي روايات وإن كانت غير مؤكدة، فإنها تعكس صلة اليهود بتلك المناطق. ويشهد على هذا الوجود أسماء المواضع والأضرحة التي تحمل أسماء توراتية، ويقدسها المسلمون واليهود على السواء، وما انتشر من حكايات وقصص دينية بين أهلها.
وقد ذكر الباحث "إل. رين" أن بعض قبائل الأمازيغ، ومنها قبائل أميس، قد لبثت على اليهودية دهراً طويلاً، وأنه إلى يوم الناس هذا، تُرى بين قبائل الحنانشة في سوق أهراس قبيلة شبه بدوية من بني إسرائيل اشتغلت بالزرع، تعمر الأرض وتسعى في الرزق.
وفي قُصور الأمازيغ، وهي القرى المحصنة، كان اليهود يسكنون، ومن ذلك ما كان في أوطاط قرب تافيلالت، حيث ملاحٌ يسكنه خمسمائة يهودي، وفي فجيج، حيث وجد ملاحٌ آخر فيه مائة يهودي. وإنك إن تذهب جنوباً إلى توات، تجد في واحة الحمادة مجتمعاً كبيراً من اليهود، وفي تمنطيط، التي تبعد عن تافيلالت مسيرة أسبوعين، قيل إن سكانها البالغ عددهم بين ستة آلاف وثمانية آلاف من نسل يهود دخلوا في دين الإسلام.
ثم إنك إذا ذهبت إلى الغرب، إلى أرض سوس، تجد في مدينة أوغولمين ثلاثة آلاف ساكن، منهم مائة يُقال إنهم من اليهود، مما يدل على امتدادهم في تلك الديار.

### النسب بقبيلة دغاتون

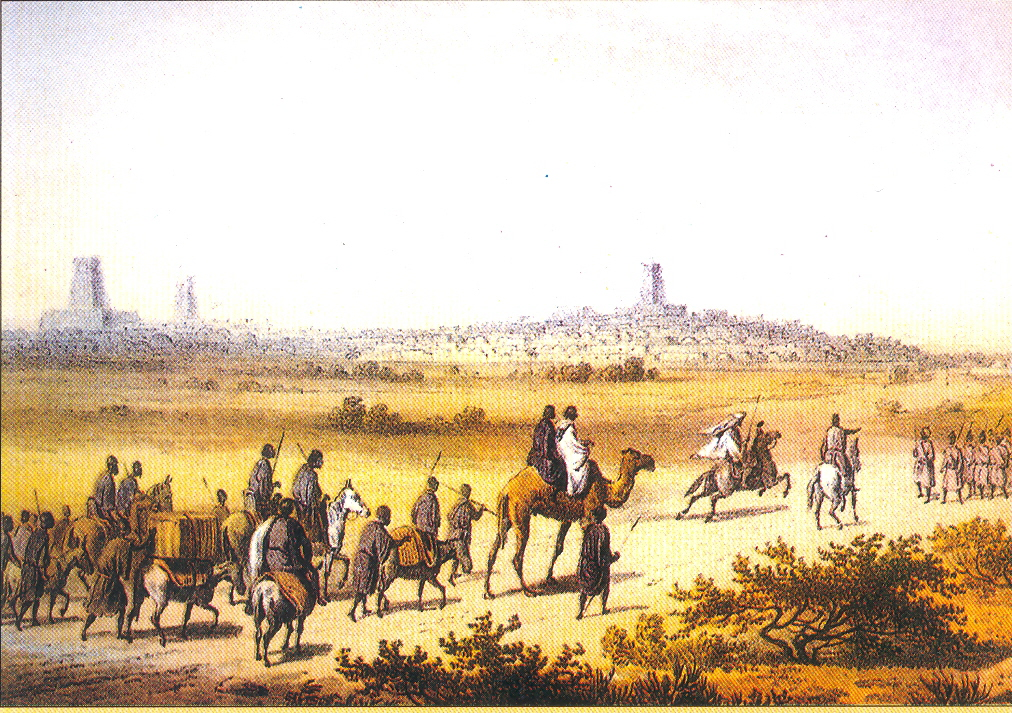
قافلة تقترب من تمبكتو عام 1853 (من كتاب رحلات واكتشافات في شمال ووسط أفريقيا للأستاذ الدكتور هاينريش بارث، المجلد الرابع، لندن 1858)

فأما قبيلة دغاتون، فقد قيل في شأنها إنها قبيلة بدوية ضاربة في صحارى الجزائر، قريبة من واحة تمنطيط في أرض توات. وأُثبت في الروايات أن أصلها من بني إسرائيل الذين نُفوا من ديارهم، فعاشوا في تلك الأرض النائية مع من عاش من الطوارق، يشبهونهم في المظهر والهيئة، ويشاطرونهم اللغة والدين والعادات، غير أنهم ظلوا خاضعين لسلطان الطوارق، الذين كانوا يتعففون عن التزاوج معهم، وكأنما كانوا يرون بينهم وبين دغاتون حجابًا من العزلة لا ينفك.
وقد كان أول من رصد أخبارهم وكتب عنهم الحاخام مردخاي أبي سرور، الذي خرج من أرض عكا في المغرب، يقطع الرمال القاحلة والسباسب المهلكة في رحلته إلى تمبكتو سنة ألف وثمانمائة وسبع وخمسين، وكتب عنهم في صحيفة الجغرافيا. ذكر أنهم كانوا يسكنون الخيام، أهل تنقل وارتحال، وأن أصولهم في الصحراء تعود إلى أزمنة بعيدة، حينما بسط عبد الملك بن مروان سلطانه في أواخر القرن السابع، فبلغ المغرب الأقصى، وواجه أهل تمنطيط، الذين كان فيهم من قاوم الإسلام، فطُردوا إلى أرض عجاج، حيث قُطعت صلتهم بإخوانهم في الدين، فتبدلت أحوالهم، ونسوا عهودهم الأولى، ودخلوا في الإسلام دخولًا ظاهريًا.
وقد قال الراوي: كان اليهود في عجاج، ومنهم دغاتون، قومًا مستضعفين بين القبائل، لا يملكون إلا أن يطأطئوا الرأس للطوارق، ومع ذلك، فإن فيهم بأسًا وقوة إذا أُثيروا، إذ كانوا من القوم المحاربين، ينشبون النزاع بينهم وبين من حولهم، وكان صراعهم مع الطوارق قديمًا وممتدًا.
وقد أضاف بعض من جاء بعد الحاخام سرور، أن هناك قبائل أخرى في الصحراء لها صلة ببني إسرائيل، مثل قبيلة "مشغرة"، وقيل إن أفرادًا منهم ما زالوا يحفظون بعضًا من هويتهم القديمة، وإن كانوا قد انسلخوا عن عاداتهم اليهودية ودخلوا في الإسلام.
وقال هورويتز، وهو من الذين كتبوا عن هذه القبائل، إن قبيلة دغاتون كانت معدودة بالآلاف، منتشرة في واحات الصحراء الكبرى، تمتد إلى حيث نهر النيجر، وكان فيهم ما في بني إسرائيل من صبر في البأس، وكيد في الحروب، يشتبكون في نزاعاتهم مع الطوارق، يضرب بعضهم رقاب بعض، غير أن هورويتز لم يُشاهدهم بنفسه، وإنما كتب مما سمعه من شائعات.

## الحاخام مردخاي أبي سرور وآخر يهود تمبكتو

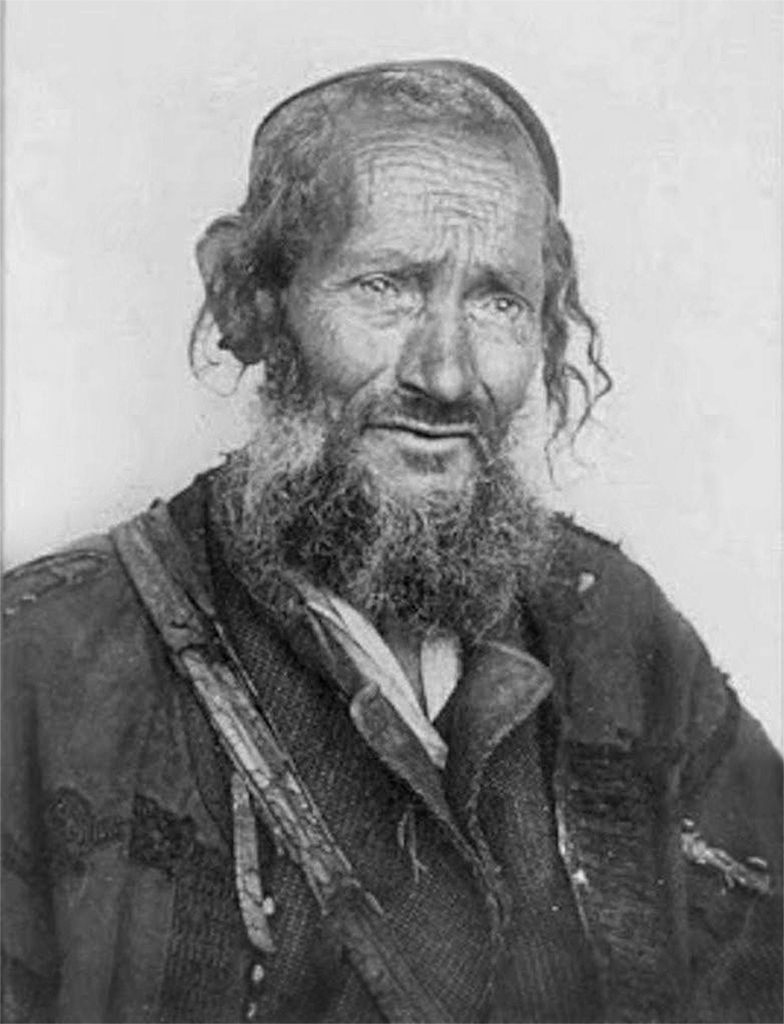
الحاخام مردخاي أبي سرور: آخر حاخام في تمبكتو (حوالي سبعينيات وثمانينيات القرن التاسع عشر)

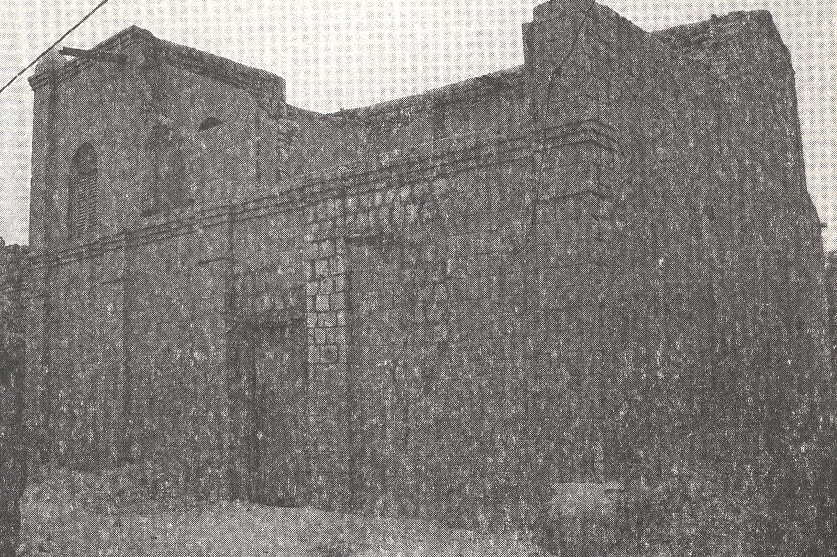
الدارُ التي كانت في تمبكتو، وما كان فيها من كنيسٍ للحاخام مردخاي أبي سرور

فأما الحاخام مردخاي أبي سرور، فقد خرج من أرض المغرب، في سنة تسع وخمسين وثمانمائة وألف، معه أخوه يتسحاق، قاصداً بلاد السودان، حيث الرمال ممتدة كبحر لا ساحل له، وحيث تمبكتو كانت تُعرف بأنها أرض الذهب والتجارة. كان الطريق إليها محفوفاً بالمخاطر، تكتنفه صعاب السفر وقسوة الصحراء، وكانت التجارة فيها حِكراً على التجار المسلمين، الذين احتكروا الطرق، وأغلقوا الأبواب في وجه غيرهم من أهل الكتاب.
ولكن مردخاي، وكان رجلاً شديد العزم، ذا علم ودراية، يعرف ما في الشريعة من أحكام، وما في القرآن من قوانين، قد وجد سبيلاً إلى الحاكم الفولاني، إذ قصد إليه بذكاء العارف ولباقة المفاوض، وسأله الحماية بوصفه ذمياً من أهل الكتاب، فكان له ما أراد. وهكذا دخل أرض تمبكتو، وصار تاجراً يبيع ويشتري، ويمضي قوافله عبر الصحراء، على ظهور البجاوي، تلك الإبل التي كانت تسير وحدها، لا تحمّل إلا القليل، تقودها أيدٍ خبيرة بمتاهات الرمال.
وبين عامي ستين واثنتين وستين وثمانمائة وألف، كثر ماله، وذاع صيته في البلاد، فعاد إلى المغرب في سنة ثلاث وستين، وقد حمل معه مالاً وفيراً، أعطاه لأبيه، وأقنع إخوته بأن يرافقوه في رحلته الثانية إلى تمبكتو. وفي سنة أربع وستين، اجتمع في تمبكتو أحد عشر رجلاً من اليهود، فكانوا كالمطر بعد جدب.
كان بينهم الحاخام مردخاي وإخوته: عيسو، وإبراهيم، ويتسحاق. ومنهم أبناء عيسو: هارون، وداود. وابن هارون: يتسحاق. وكان معهم موسى، صهر مردخاي، وابنه داود، ورجل آخر يُدعى رافائيل، وشمعون بن يعقوب.
وفي تلك السنة، أُقيم الكنيس، واجتمعوا للصلاة، وكانت تمبكتو تشهد للمرة الأخيرة تلك الألحان اليهودية العتيقة. ولكن الأقدار لم تترك لهم مقاماً طويلاً، إذ كان الزمن كالسيل، يحمل ما أمامه، فلا يبقي أثراً.
كيب فيرد وآثار بني إسرائيل فيها
فأما في سنة ست وتسعين وأربعمائة وألف، فقد قضى الملك مانويل الأول بنفي آلاف من بني إسرائيل، فكان مقصدهم جزر ساو تومي وبرينسيب وكيب فيرد. وكان الأمر شديدًا، إذ قيل إن عدد المنفيين بلغ ما جعل اسم "البرتغاليين" يُنسب إلى من كان من أصول يهودية. وأما من بقي من القوم ولم يطله النفي، فقد أُكره على تبديل دينه، أو أُقيم عليه الحد بقطع رأسه.
وفي أول القرن التاسع عشر، كان في جزيرة سانتو أنتاو بقايا أثر لهم، إذ استوطن بعضهم هناك، حتى غدت قرية من قراهم تُدعى "سيناغوغا"، قائمة على الساحل الشمالي بين ريبيرا غراندي وجانيلا. وفي مدينة بونتا دا سول، بقيت مقبرة تشهد على قوم كانوا هنا يومًا، ولكن خطاهم انقطعت. وفي منتصف القرن نفسه، أقبل يهود المغرب، فوجدوا ملجأً في جزيرتي بوا فيستا ومايو، حيث اشتغلوا في تجارة الجلود، وكانت هذه آخر علامات وجودهم، كأنما كانت شعلة تنطفئ شيئًا فشيئًا.
المخطوطات في مالي، وما تحكيه
وفي مالي، حيث تمبكتو تلك الحاضرة التي كانت ملتقى القوافل، بقيت آثار بني إسرائيل مكتوبة على الرقوق، ومحفوظة في مكتبة كاثي الأندلسية. وجاء إسماعيل ديادي حيدارا، وهو رجل من نسلهم، يروي من أخبارهم، بعد أن وجد في طيات الماضي ما كان يخفيه الخوف. اكتشف أنه من عائلة "أبانا"، تجارٌ يهود مغاربة نزلوا تلك الأرض، ولكنهم أخفوا نسبهم خشية من ظلم الأيام، كأنما كانوا يتكتمون السر كتمة الأنفاس.
وفي تلك المكتبة، التي ورثها أحفاد محمود كاثي، وامتدت إليها يد الإضافة حتى منتصف القرن السابع عشر، ما زالت ألف وسبعمائة مخطوطة قائمة، تشهد على وجودهم. وقد عكف عبد القادر حيدارا على دراستها، وهو رجل أمين على إرث تمبكتو، يعيد ترميم مكتبة ماما حيدارا التذكارية.
وكان في سجلات التجارة ذكرٌ لعائلات ثلاث:
1. عائلة كاهاث (كعطي): جاءوا من جنوب المغرب، ولما وقعت سنة 1492، أسلموا مع من أسلم من أهل البلاد.
2. عائلة كوهين: من نسل الحاج عبد السلام الكوهين، الذي قدم إلى تمبكتو في القرن الثامن عشر، تاجرًا.
3. عائلة أبانا: الذين عبروا الصحراء في أوائل القرن التاسع عشر، وصاروا من أهل التجارة.